# Théâtre de Pergame
 (mars 2017).
Le théâtre de la cité royale de Pergame est construit durant la période hellénistique, lors de l’apogée de la cité attalide. Ce bâtiment, construit au flanc de l’acropole, possédait une des plus grandes capacités d’accueil de l’époque avec près de 10 000 places. Sa situation et ses spécificités architecturales ont contribué à l'inscription de Pergame au patrimoine mondial de l’UNESCO.

## Description
Le théâtre est situé sur le versant ouest de la colline de l'acropole de Pergame. En raison de la pente, les fondations du koilon sont établies presque sans murs de soutènement, de sorte que le théâtre n'a dû être stabilisé qu'aux extrémités.
L'étroitesse du terrain n'a permis tous les développements habituels pour les théâtres grecs ou hellénistiques. Les constructeurs ne purent donner la forme d'un hémicycle complet ni au koilon, ni encore moins à l'orchestra.
La terrasse en contrebas, large de 15 à 17 m et longue d'environ 250 m, donnait accès tout à la fois au temple de Dionysos et au théâtre lui-même.

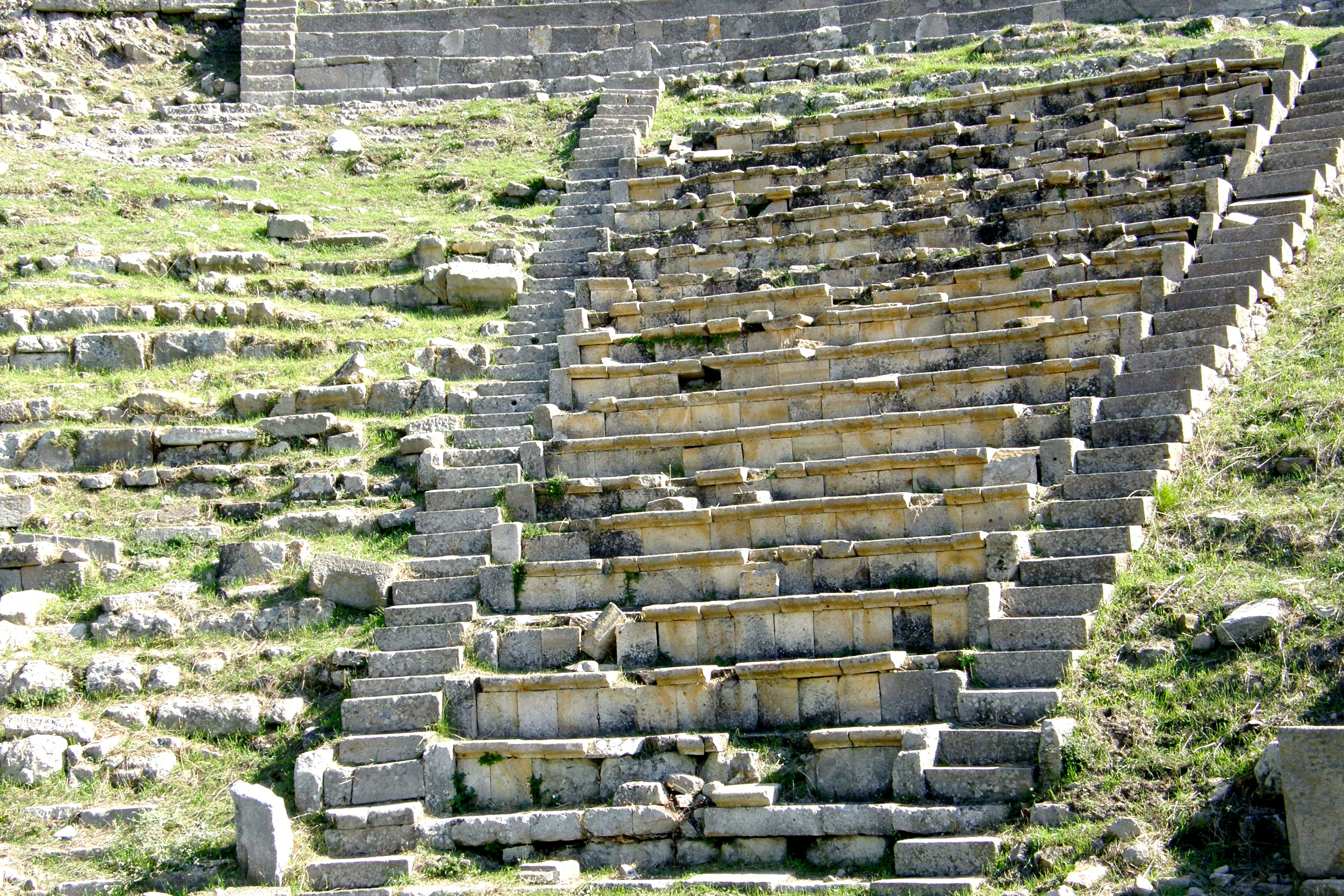
Une section bien conservée du koilon.

Le koilon comporte de 78 rangées de sièges, divisés horizontalement en trois parties inégales par deux allées de ceinture, appelées diazomata. Les rangées de sièges, en andésite tendre, sont mal patinées. L'hypothèse selon laquelle la première rangée de sièges la plus basse a été supprimée plus tard ne semble pas se confirmer.
Les rangées de sièges sont interrompues par des niches en deux points dans l'axe central du koilon. La niche inférieure coupant montre les restes d'une base de statue ajoutée plus tard. La deuxième niche, composée de sept rangées, au-dessus du premier couloir de ceinture, large de 9,87 m, a ensuite été tapissée de marbre. Les niches datent de la phase de construction, au début IIe siècle av. J.-C.

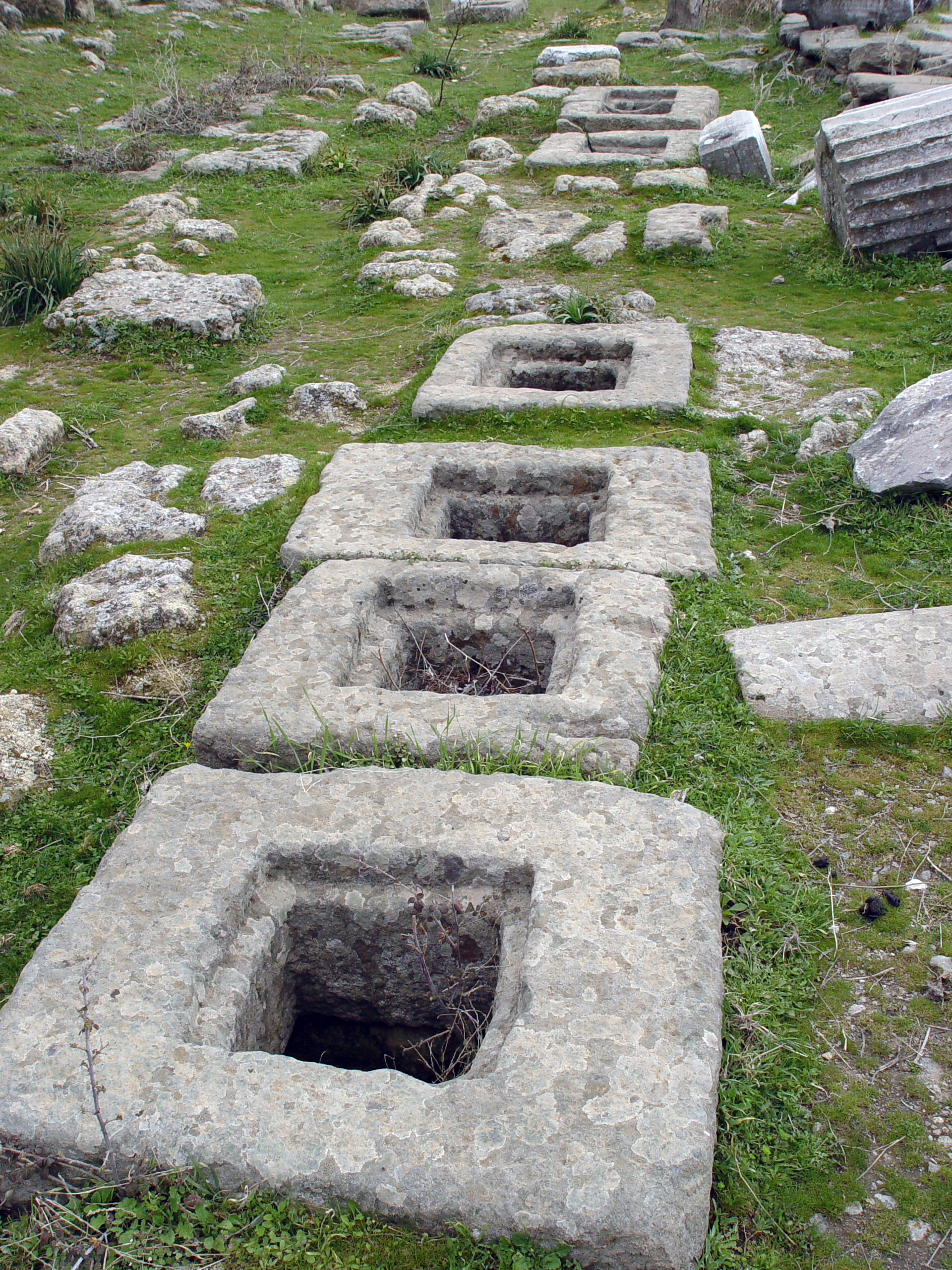
Trous carrés à l'entrée du théâtre.

Le bâtiment de scène a été entièrement conçu mobile et en bois, dans la tradition du théâtre grec primitif. Le fait que cette construction en bois ait été conservée à Pergame pendant une période relativement longue à la fin de la période hellénistique est dû à la situation particulière de l'étroite terrasse, qui aurait été bloquée définitivement si un bâtiment de scène en pierre y avait pris place. Une structure en bois a été développée pour être mise en place et démontée au cours d'une même saison. Les nombreuses indentations creusées dans la roche pour recevoir les poutres (appelées « carquois ») remontent à différentes phases de construction. Les trous carrés de l'entrée, encore visibles aujourd'hui, pouvaient être couverts par des dalles en pierre et constituer ainsi une terrasse lisse et continue après chaque démontage du bâtiment de scène.

## Datation
Le théâtre de Pergame a été construit essentiellement en trois phases. La première phase comprend le koilon en andésite et la scène mobile. Cette structure est datée du Ve siècle av. J.-C. Cependant, dans ce contexte, Bohn souligne également que la skènè mobile aurait pu exister beaucoup plus tôt et que le public trouver place sur la roche naturelle, comme ce fut le cas, par exemple, au théâtre de Dionysos à Athènes. La scène en bois a finalement été remplacée au IIe siècle av. J.-C. par une autre en pierre dont une partie de l'entablement, comportant une inscription, a été conservée. Sur la base de cette inscription, la scène de pierre peut être datée de la fin de l'époque royale, et donc du début de la province romaine d'Asie. Au début du Ier siècle av. J.-C. enfin, la skènè elle-même a été également construite en pierre. Les altérations et modifications ultérieures de la zone datent de l'époque de l'empereur Hadrien. Enfin, à l'époque byzantine, il y avait sur le site des fours à chaux qui exploitaient le marbre récupéré dans les ruines de la cité.

## Fonctions
L’édifice théâtral de manière générale en Grèce antique était avant tout un haut lieu de sociabilité et de citoyenneté rassemblant de multiples fonctions. Outre les représentations comiques ou tragiques (dont les sources littéraires concernant la période hellénistique manquent cruellement) établies à l’occasion de fêtes ou de concours notamment, le théâtre avait également des dimensions politiques, civiques ou spirituelles. Celles-ci pouvaient être intégrées aux représentations mais pas seulement. Avec sa large capacité d’accueil le théâtre de Pergame servait à toutes sortes de rassemblements publics. En premier lieu sa localisation à côté de l’autel de Dionysos et sur la terrasse conduisant à celui-ci laisse supposer qu’on y pouvait assister à des processions publiques.
Également il est fait état qu’on ait fait brûler de l’encens dans le théâtre en l’honneur de Diodoros Pasparos, un grand évergète pergamien du Ier siècle av. J.-C.

Les cités helléniques avaient un rapport tout particulier au théâtre et à la culture, et le simple fait qu’un artiste de la cité remporte un concours était un motif de fierté majeure pour la population et se ressentait sur le climat politique. Le théâtre était de ce fait un lieu politique important qui à Pergame fut utilisé par les rois de diverses manières, par exemple pour la légitimation du pouvoir royal à travers les pièces, ou pour faire passer aux citoyens toutes sortes de messages. Une anecdote particulière est racontée selon Plutarque : 

« On raconte que, vers le temps où il fit voile d’Italie pour cette expédition, Mithridate, qui était alors à Pergame, eut, de la part des dieux, plusieurs avertissements, et entre autres celui-ci. Les Pergamiens avaient fait une statue de la Victoire, qui portait dans sa main une couronne, et qui, par le moyen d’une machine, devait descendre sur la tête de Mithridate. Au moment où elle allait le couronner dans le théâtre, la couronne tomba sur la scène, et se rompit en mille pièces. Cet accident jeta la frayeur parmi le peuple, et Mithridate lui-même en fut découragé, quoique ses affaires lui eussent déjà réussi au-delà de ses espérances. »

## Architecture

### Disposition
Le théâtre de Pergame, un des plus grands et abrupts de toute l’Antiquité grecque, possédait notamment du fait de sa localisation particulière (à flanc de colline) quelques spécificités architecturales. Le théâtre est érigé sur 3 terrasses dont la plus longue mesure 246,50 m et mène directement au temple de Dionysos.
Le bâtiment est constitué, comme l’ensemble des édifices théâtraux de l’époque, de 3 parties majeures comprenant le koïlon (ou theatron), l’orchestra et la skènè.
La partie du koïlon mesure 37,10 m de hauteur et est fortement abrupte pour une surface de 4 200 m2. Celui-ci possédait 78 gradins divisé en 3 zones majeures horizontalement délimitées, elles-mêmes subdivisées par des escaliers. La présence d’une loge royale au plus bas de la zone centrale prouve encore une fois l’attachement des rois au théâtre.
L’orchestra quant à lui formait un demi-cercle de 22,91 m de diamètre débutant à la base du koïlon.
La skènè du théâtre de Pergame possède elle aussi ses particularités. En effet, les archéologues s’accordent à dire qu’en premier lieu il n’existait pas de skènè fixe construite en pierre. Cette dernière serait mobile, en bois et devait être spécialement érigée pour chaque représentation, en attestent les emplacements de poteaux réservés à cet effet retrouvés sur les lieux. Ceci trouve sans doute ses raisons dans le fait que celle-ci empêchait le passage, ou le réduisait tout du moins, jusqu’au temple de Dionysos. Une scène de pierre fixe fut construite par la suite durant la période romaine.

### Acoustique

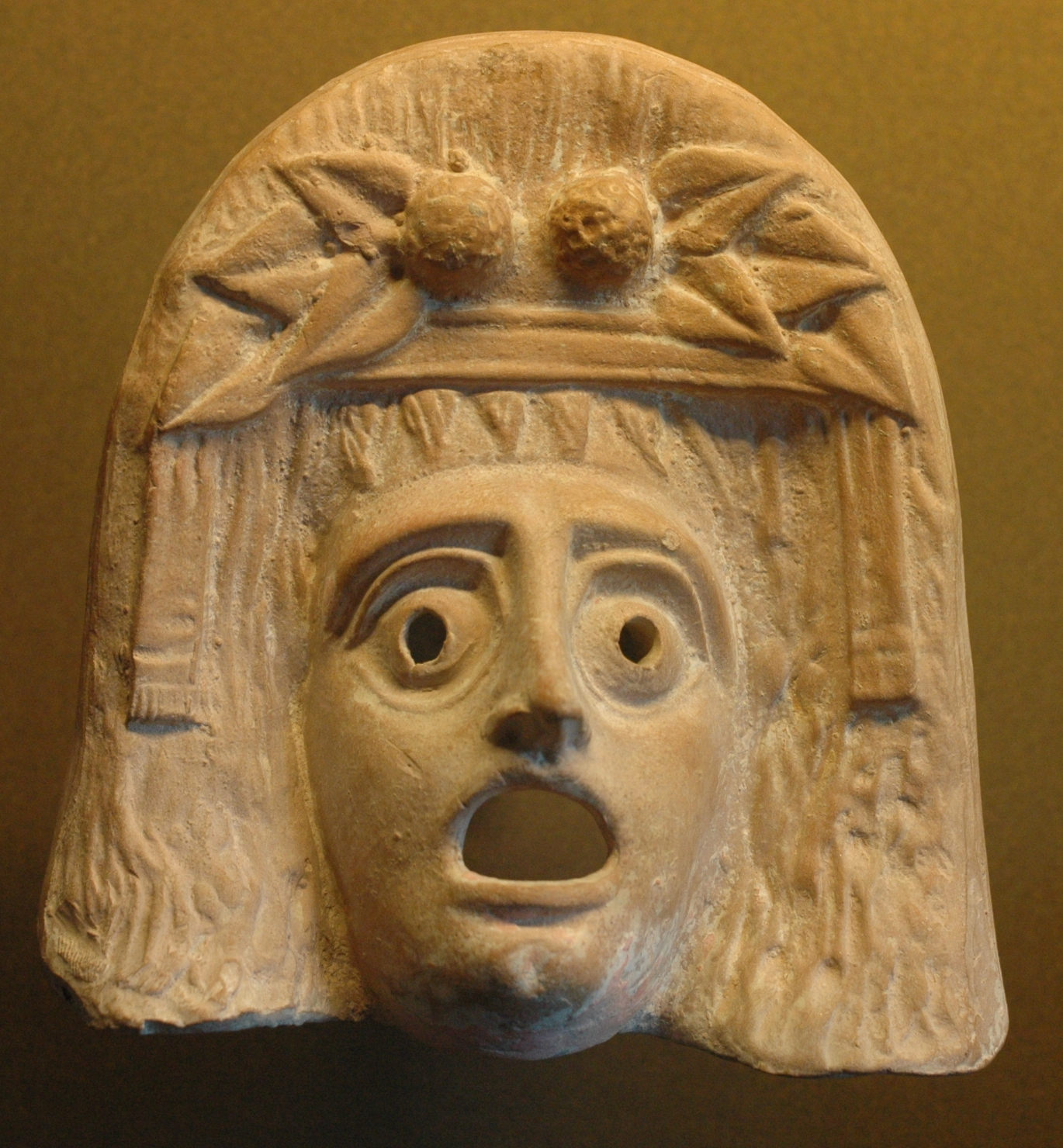
Exemple de masque utilisé lors de la période hellénistique : masque de Dionysos,

Pour qu’un spectateur situé tout en haut des gradins puisse entendre un orateur situé en bas, l’acoustique devait être spécialement étudiée en amont. De ce fait, la taille, la forme architectural ainsi que les matériaux de construction font face à cette problématique. C’est pour cette raison que l’orchestra était particulièrement grande au théâtre de Pergame car c’est la partie sur laquelle se réverbèrent les voix des orateurs. La pierre avec laquelle était construit le théâtre devait être par conséquent la moins poreuse possible.
D’autre part, les masques portés par les comédiens lors des représentations servaient à amplifier la voix. Ce processus n’est pas singulier à Pergame, mais compte tenu de la hauteur des gradins on peut facilement envisager qu’il était grandement utilisé dans la capitale attalide. En témoignent les masques retrouvés sur l’acropole mais également les statues et frises les représentant.

## Débats et hypothèses archéologiques
Le plus grand débat concerne la datation de ce théâtre hellénistique, en l’absence de source indiquant formellement la date de sa construction, l’archéologie est le seul recours à une éventuelle datation. Celle-ci ne peut donc être précise et quand certains la situent au IVe siècle av. J.-C. et IIIe siècle av. J.-C., d’autres la jugent beaucoup plus proche de la fin de la période hellénistique voire de l’impérialisme romain. La majorité des archéologues et historiens de l’art s’accordent tout de même à définir ce théâtre comme datant du IIe siècle av. J.-C., vraisemblablement sous le règne d’Eumène II.
En rapport avec la hauteur exceptionnelle de l’édifice et que celle-ci n’altère pas la représentation des spectateurs on trouve plusieurs hypothèses, notamment sur les astuces qui auraient été développées à Pergame pour grandir l’acteur pour des raisons de visibilité. Selon plusieurs travaux dont celui de Webster, ce serait à Pergame que les premières représentations avec des chaussures de cothurne à semelle épaisse eurent lieu. Ceci étant fait pour grandir l’acteur et le rendre donc mieux vu de l’ensemble de son public, il a été retrouvé des statues de comédiens les portant, pour les plus anciennes, à Pergame. Ce procédé était utilisé pour les comédies où l’acteur avait besoin de bouger, tandis que pour les tragédies, les acteurs étaient élevés sur des poteaux fixes.